# Makahu (rivière)
La rivière Makahu  (anglais : Makahu River) est un cours d’eau de l’Île du Nord de la Nouvelle-Zélande, dans la région de Hawke's Bay.

## Géographie
De 15 km de longueur, elle s’écoule vers le nord à partir de son origine dans la chaîne de Kaweka, atteignant la rivière Mohaka au niveau d’un pays de collines rudes au sud-est du Lac Taupo. Environ la moitié de la longueur de la rivière est située à la l’intérieur du parc de Parc forestier de Kaweka.